# Eubela calyx
Eubela calyx é uma espécie de gastrópode do gênero Eubela, pertencente a família Raphitomidae.